# Sonny Chiba
Sadaho Maeda (前田 禎穂 Maeda Sadaho?) (Fukuoka, 23 de enero de 1939-Kimitsu, 19 de agosto de 2021), más conocido como Sonny Chiba, fue un actor japonés. Chiba fue uno de los primeros actores del cine de artes marciales en alcanzar fama, primero en Japón y más tarde internacionalmente; una de sus últimas actuaciones fue en Kill Bill Vol. 1, interpretando a Hattori Hanzo.

## Biografía

### Primeros años de su vida
Nacido como Sadaho Maeda (前田 禎穂 Maeda Sadaho?) en Fukuoka, Japón, fue el tercero de seis hijos de la familia de un piloto de pruebas militares. Cuando era niño manifestó interés tanto en el teatro como en la gimnasia, y fue lo suficientemente serio en esto último como para ganarse un lugar en el Equipo Olímpico Japonés en los últimos años de su adolescencia, hasta que se retiró por una lesión en la espalda. Mientras era estudiante universitario, comenzó a estudiar artes marciales con el renombrado maestro de Karate Kyokushin Masutatsu "Mas" Oyama (a quien más tarde retrató en una trilogía de películas), lo que le condujo a convertirse en cinturón negro (primer dan) el 15 de octubre de 1965. Obtuvo su cuarto grado el 20 de enero de 1984.

### Carrera
En algún momento alrededor de 1960 (las fechas son inciertas, ya que es posible que haya tenido apariciones televisivas en su haber ya en 1959) fue descubierto en una búsqueda de talentos (llamada "New Face") por el estudio de películas Toei, y comenzó su carrera en la pantalla poco después como Shinichi Chiba. Su carrera como actor dio comienzo en la televisión, protagonizando dos shows de superhéroes de Tokusatsu, primero reemplazando a Susumu Wajima como personaje principal Kotarô Ran/7-Color Mask en 7-Color Mask (Nana-iro kamen) y posteriormente, en la segunda mitad de la serie, a Gorō Narumu/El Mensajero de Alá en The Messenger of Allah (Allah no Shisha). Su debut en el cine y primer papel como protagonista fue en las películas de ciencia ficción de 1961 Invasion of the Neptune Men. Más tarde ese año Chiba apareció en la primera película de Kinji Fukasaku Wandering Detective: Tragedy in Red Valley que marcó el comienzo de una larga serie de colaboraciones entre los dos. Durante la siguiente década, fue contratado principalmente en películas de suspense. También adoptó el nombre inglés Sonny Chiba, en un principio debido a su asociación con una campaña publicitaria de Toyota para un auto llamado Sunny-S.[cita requerida]
Sus proyectos posteriores incluyen trabajos como Bullet Train (1975), Karate Warriors (1976), Doberman Cop (1977), y The Assassin (1977). También de vez en cuando volvió al género de ciencia ficción, en películas como Invasores del espacio (Uchu kara no messeji, 1978). Chiba estuvo aún más ocupado en los 80, participando en docenas de largometrajes e incursiones en la televisión, y con papeles en aventuras de tan alto perfil como la popular cinta de Hong Kong basada en un cómic: The Storm Riders (1998), protagonizada junto a Ekin Cheng y Aaron Kwok. Su fama en Japón se mantuvo constantemente en los 90.[cita requerida]
Cuando tenía cincuenta años volvió a trabajar bajo el nombre de Shinichi Chiba cuando lo hizo como coreógrafo de escenas de artes marciales. En los albores del siglo XXI, Chiba estuvo tan ocupado como siempre en los largometrajes, y también protagonizó sus propias series en Japón. Papeles en Deadly Outlaw: Rekka de Takashi Miike y en Battle Royale II de los directores Kenta y Kinji Fukasaku efectivamente saltaron el abismo entre las leyendas cinematográficas de culto de ayer y hoy, la duradera carrera de Chiba en la pantalla recibió un homenaje cuando apareció en un rol clave como Hattori Hanzo, el dueño de un restaurante de sushi y samurái artesano de espadas retirado, en la épica de venganza sangrienta del director Quentin Tarantino Kill Bill en 2003.
Chiba ha protagonizado más de 125 películas de Toei Studios y ha ganado numerosos premios en Japón por su actuación.[cita requerida] En noviembre de 2007, anunció el retiro del nombre artístico Shinichi Chiba y ahora será conocido (en Japón) como J.J. Sonny Chiba (ＪＪサニー千葉 Justice Japan Sanī Chiba?) como actor y Rindō Wachinaga (和千永倫道 Wachinaga Rindō?) director.

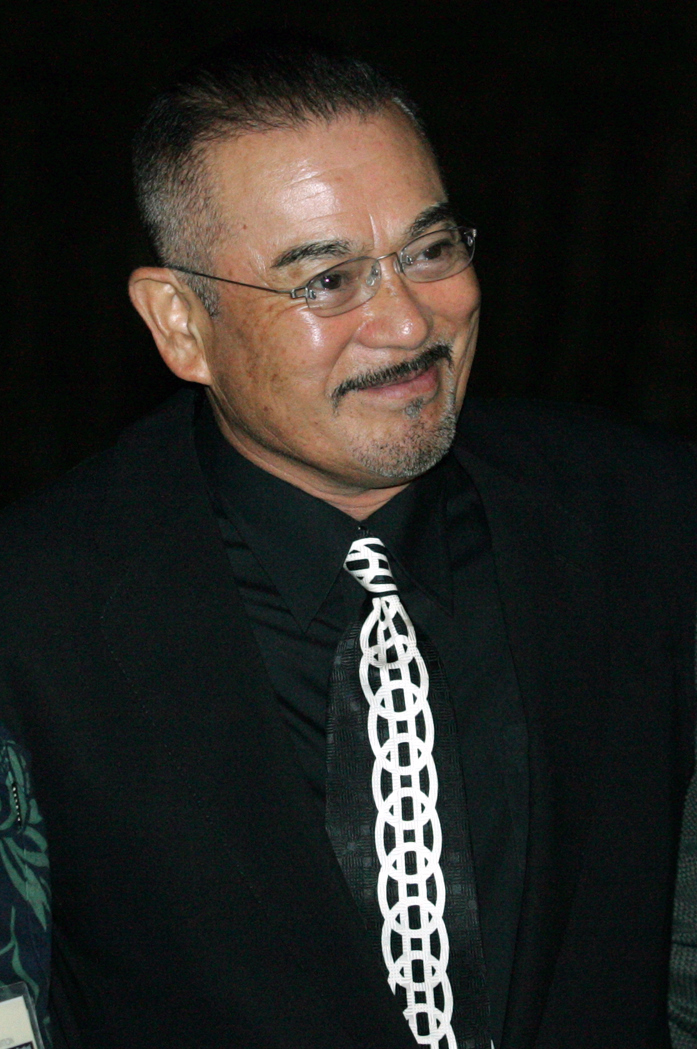
Sonny Chiba en marzo de 2005.

### Vida personal
Su hermano menor, Jirō Yabuki, también conocido como Jiro Chiba, fue también actor, y ahora vive con su familia en el Japón rural.
En 1972 se casó con Yoko Nogiwa, la pareja tuvo una hija la actriz Juri Manase, sin embargo se divorciaron en 1994. 
En 1996 se casó con Tamami, con quien tuvo dos hijos, los actores Mackenyu (前田真剣佑 Maeda Makkenyū?) nacido el 16 de noviembre de 1996, y el segundo, Gordon Maeda (郷敦?), el 9 de enero del 2000.

### Fallecimiento
Sonny Chiba murió el 19 de agosto de 2021, tras sufrir complicaciones luego de contraer COVID-19. Se encontraba internado en un hospital de la ciudad de Kimitsu. Tenía ochenta y dos años.

## Chiba en la cultura popular
El personaje de Christian Slater Clarence Worley en la película True Romance es un gran fan de Sonny Chiba. En una de las primeras escenas él mira una crónica triple de Sonny Chiba. El escritor de True Romance, Quentin Tarantino, trabajó con Chiba diez años más tarde en Kill Bill. 
El personaje de Samuel L. Jackson en la película Pulp Fiction recita un credo falsamente atribuido a Ezequiel 25:17, comenzando, "El camino del hombre recto está por todos lados rodeado por las desigualdades [sic] de los egoístas y la tiranía de los malos" y finalizando, "...y sabrás que mi nombre es el Señor cuando caiga mi venganza sobre ti." Este credo fue usado originalmente como la frase de apertura en la película de Sonny Chiba, Karate Kiba (título español: El Guardaespaldas), sustituyendo las palabras, "...y sabrán que yo soy el Guardaespaldas de Chiba...," en el pasaje anterior.
En la secuencia de introducción videojuego The Revenge of Shinobi, se le ve empuñando una espada y un escudo contra unos Shuriken.
Se ha hecho referencia recientemente a Sonny Chiba en el show televisivo Chuck. En el episodio 'Chuck Versus the Other Guy', el personaje de Josh Gomez Morgan Grimes nota una escena falsa de artes marciales, y usa su conocimiento de las películas de Sonny Chiba como prueba de que los puñetazos son exagerados.

## Graduaciones e hitos en las artes marciales
Chiba ostenta cinturones negros en las siguientes artes marciales:
- Bujinkan - 4º Dan
- Karate Goju-ryu - 2º Dan
- Judo - 2º Dan
- Kendo - 1º Dan
- Shorinji Kempo - 1º Dan
- Karate Kyokushin - 4º Dan
- Japan Action Club (JAC) - Fundador
  - Esta organización tiene como objetivo desarrollar y elevar el nivel de las técnicas de artes marciales y las secuencias utilizadas en el cine y la televisión japonesa.

## Filmografía
- Invasion of the Neptune Men (1961)
- Wandering Detective: Tragedy in Red Valley (1961)
- Wandering Detective: Black Wind in the Harbor (1961)
- Ōgon Bat (The Golden Bat) (1966)
- Yakuza deka (1970)
- Bodyguard Kiba (1973)
- Bodigâdo Kiba: Hissatsu sankaku tobi (1973)
- Battles Without Honor and Humanity: Hiroshima Deathmatch (1973)
- The Street Fighter (1974)
- Return of The Street Fighter (1974)
- The Executioner (1974) como Ryūichi Kōga
- Sister Street Fighter (1974)
- The Street Fighter's Last Revenge (1974)
- Bullet Train (1975)
- Champion of Death (también conocido como Karate Bull Fighter) (1975) como Masutatsu Oyama.
- Karate Bearfighter (1975) como Masutatsu Oyama.
- Super Express 109 (Shinkansen daibakuha) (1975)
- The Killing Machine (1975)
- Dragon Princess (1976)
- Karate Warriors (1976) - como Shūhei Sakata
- Soul of Bruce Lee (1977) - como Mu Yun Tek
- The Assassin (1977)
- Hokuriku Proxy War (1977)
- Doberman Cop (1977)
- Golgo 13: Assignment Kowloon (1977) - como Duke Tōgō
- Karate For Life (1977) como Masutatsu Oyama
- The Fall of Ako Castle (1978)
- G.I. Samurai (1978)
- Invasores del espacio (1978)
- Shogun's Samurai (aka Yagyu Clan Conspiracy) (1978) as Yagyū Jūbei Mitsuyoshi.
- Shadow Warriors (show de TV) (1980) como Hattori Hanzō III.
- Virus (1980)
- Shogun's Ninja (1980)
- Samurai Reincarnation (1981) como Yagyū Jūbei Mitsuyoshi.
- Bushido Blade (1982)
- Ninja Wars (1982)
- Fall Guy (1982)
- Roaring Fire (1982)
- Legend of the Eight Samurai (1983)
- Sure-Fire Death 4: We Will Avenge You (1987)
- Shogun's Shadow (1989)
- The Triple Cross (1992)
- Aces: Iron Eagle III (1992) as Horikoshi
- Immortal Combat (1994)
- The Storm Riders (1998)
- Born to Be King (2000)
- Deadly Outlaw: Rekka (2002)
- Wind and Cloud (2002)
- Battle Royale II: Requiem (2003)
- Kill Bill Volume 1 (2003) as Hattori Hanzō.
- Shin Kage No Gundan (New Shadow Warriors) (2003) as Hattori Hanzō.
- Survive Style 5+ (2004)
- Sarutobi Sasuke Yami No Gundan (2005) as Yagyū Jūbei Mitsuyoshi.
- The Fast and the Furious: Tokyo Drift (2006)
- Oyaji (2007)
- Legend of Seven Monks (2007)
- Fūrin Kazan (Taiga drama) (2007) as Itagaki Nobukata.